# Iximche

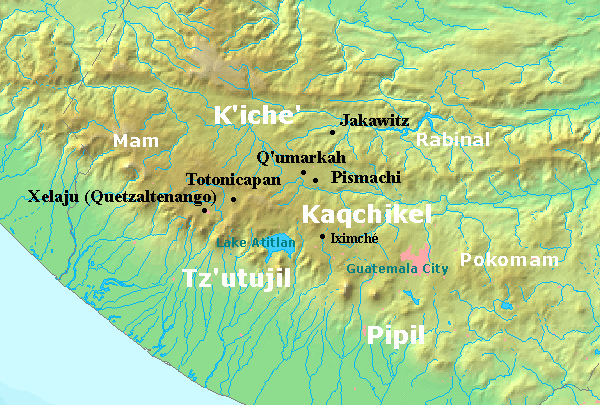
Mappa delle colline nel periodo post-classico.

Iximché è un sito archeologico pre-colombiano situato sulle colline occidentali del Guatemala. Il nome del sito deriva dal nome maya per l'albero Brosimum alicastrum. Iximché fu la capitale del regno dei Maya Kaqchikel dal 1470 fino al suo abbandono avvenuto nel 1524.

## Storia
La città venne fondata sulla montagna Razumiat dal Re Kikab il Grande nell'anno 1470, dopo che i Kaqchikel e i K'iche' ruppero l'alleanza. Abbandonarono la capitale precedente, Chaviar, perché era troppo vicina alla capitale Q'umarkaj dei K'iche'. Iximché era governata dai due signori scelti dalle quattro dinastie principali; la Tzotzil, la Xahil, la Tucuché e la Akajal. Questi signori erano a capo di tutte le amministrazioni religiose e della guerra.
Nel 1493, una lotta interna divise la città con una guerra aperta tra i due clan di Tukuché e Akajal. Il 18 maggio 1493, il clan Tukuché venne bandito dalla città e schiacciato in battaglia.
Nel 1510, Hunig e Lahuh Noh, i signori governatori di Iximché, ricevettero dei messaggeri mandati dall'imperatore azteco Moctezuma II con l'avviso dell'arrivo di gente straniera dal mare dei caraibi.
Nel maggio 1511, Iximché attaccò il regno K'iche' di Q'umarkaj.
Il primo gennaio 1514 un incendio distrusse la città.
Nel 1519 una epidemia molto virulenta uccise molti abitanti, e molti dei sopravvissuti scapparono nelle zone circostanti.
L'11 agosto 1521 Belehé Qat e Cahi Imox vennero scelti come signori della città dopo la morte di Hunig e Lahuh Noh, i Re precedenti.

## Conquista spagnola
La città non venne distrutta dagli spagnoli a causa dell'alleanza dei Kaqchikel contro i K'iche'. Gli spagnoli di Pedro de Alvarado giunsero in città il 12 aprile 1524 e vennero ben accolti dai signori Belehé Qat e Cahi Imox. 
Dopo essere andati ad Atitlán, Escuintla e Cuscatlán, gli spagnoli di Alvarado ritornarono ad Iximché nel luglio 1524, e fondarono la loro prima capitale.. Questa città, Santiago de Goatemalan, si trovava a 1 miglio a ovest della città moderna di Tecpán Guatemala.
La pace tra i Conquistadores e i Kaqchikel non durò a lungo, e questi ultimi abbandonarono Iximché il 5 settembre 1524. Gli spagnoli misero a fuoco la città il 7 febbraio 1526.
Gli spagnoli abbandonarono Tecpán nel 1527 a causa dei continui attacchi dei Kaqchikel, spostandosi nella valle di Almolonga ad est, fondando di nuovo una capitale, oggi chiamata San Miguel Escobar vicina ad Antigua Guatemala.

## Storia moderna
Iximché è stata visitata da George Guillemin che effettuò scavi dal 1960 al 1972.
Il presidente degli Stati Uniti George W. Bush visitò il sito il 12 marzo 2007. I sacerdoti maya locali hanno detto che avrebbero fatto dei riti di purificazione dopo la sua visita per scacciare i "cattivi spiriti" portati dal presidente, che secondo loro perseguita i "fratelli migranti" degli Stati Uniti. "Rifiutiamo questa rappresentazione della nostra gente come attrazione per turisti", ha spiegato Morales Toj. (BBC News)
Dal 26 al 30 marzo 2007, ad Iximche è stato organizzato il III Continental Summit of Indigenous Peoples and Nationalities of Abya Yala. L'incontro si è chiuso con la Dichiarazione di Iximche.

## Il sito
Il nucleo centrale del sito è separato dalla zona residenziale da un torrente artificiale. Nel centro vi sono quattro grandi piazze e due piccole, ognuna di esse contiene almeno du templi. Assieme ai palazzi dell'élite, ci sono due campi da gioco, il più grande dei quali misura 40 metri in lunghezza. Le piazze sono state enumerate con lettere, A, B, C e D.
La Struttura 7, sul lato sud ovest della Piazza C, è un campo da gioco.
La Struttura 8 si trova sul lato sud-ovest della Piazza A e misura 40 metri in lunghezza, con un'area di gioco lunga 30 metri.
La Struttura 10 ha un patio interno.
Il sito ha un museo che ospita diversi pezzi, sculture e ceramiche, aperto alle visite.